# Arada estelada (bandera)

Creada el 1914, la bandera va ser utilitzada en l'Alçament de Pasqua de 1916 per l'Exèrcit Ciutadà Irlandès.

Una variant moderna de la bandera Starry Plough o Arada Estelada..

L' estendard de l'arada estelada o estrellada (en gaèlic irlandès: An Camchéachta, en anglès Starry Plough) és una bandera que va ser utilitzada originalment per l'Exèrcit Ciutadà Irlandès, un moviment socialista republicà irlandès, i posteriorment adoptada per altres organitzacions polítiques irlandeses republicanes i socialistes.
L'original Starry Plough va ser dissenyada per William H. Megahy, a partir d'una idea de George William Russell, per a l'Exèrcit Ciutadà Irlandès i mostrava estrelles platejades sobre un fons verd. La bandera representa un asterisme (una part identificable d'una constel·lació) de la constel·lació de l'Ossa Major, anomenada The Plough o "Starry Plough" (arada, o l'arada estelada) a Irlanda. Dues de les set estrelles de l'aradaapunten a Polaris, l'estrella polar.
James Connolly, cofundador de l'Exèrcit ciutadà irlandès amb Jack White i James Larkin, va dir que el significat de l'estendard era que una Irlanda lliure controlaria el seu propi destí des de l'arada de la terra fins a les estrelles del cel. L'espasa com a ganiveta sobre la rella també és una referència bíblica a Isaïes 2 :3-4. En el passatge es crida a convertir les seves armes en eines, convertint els mitjans per a la guerra en els mitjans per a la pau. Hom ha trobat complexes implicacions i interpretacions en la bandera que uniria així la tradició socialista amb la referència bíblica. 

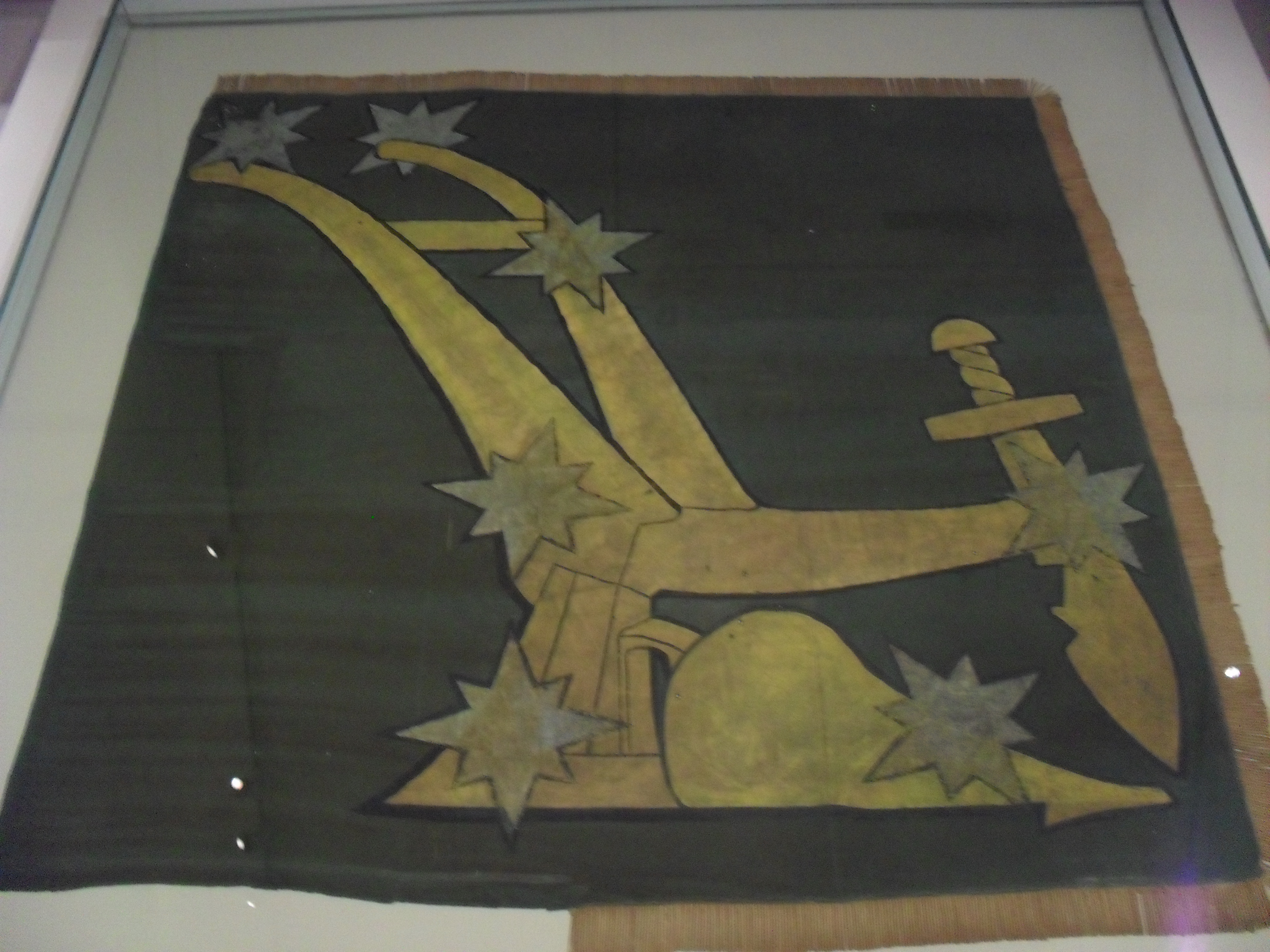
Arada estrellada original de 1914.

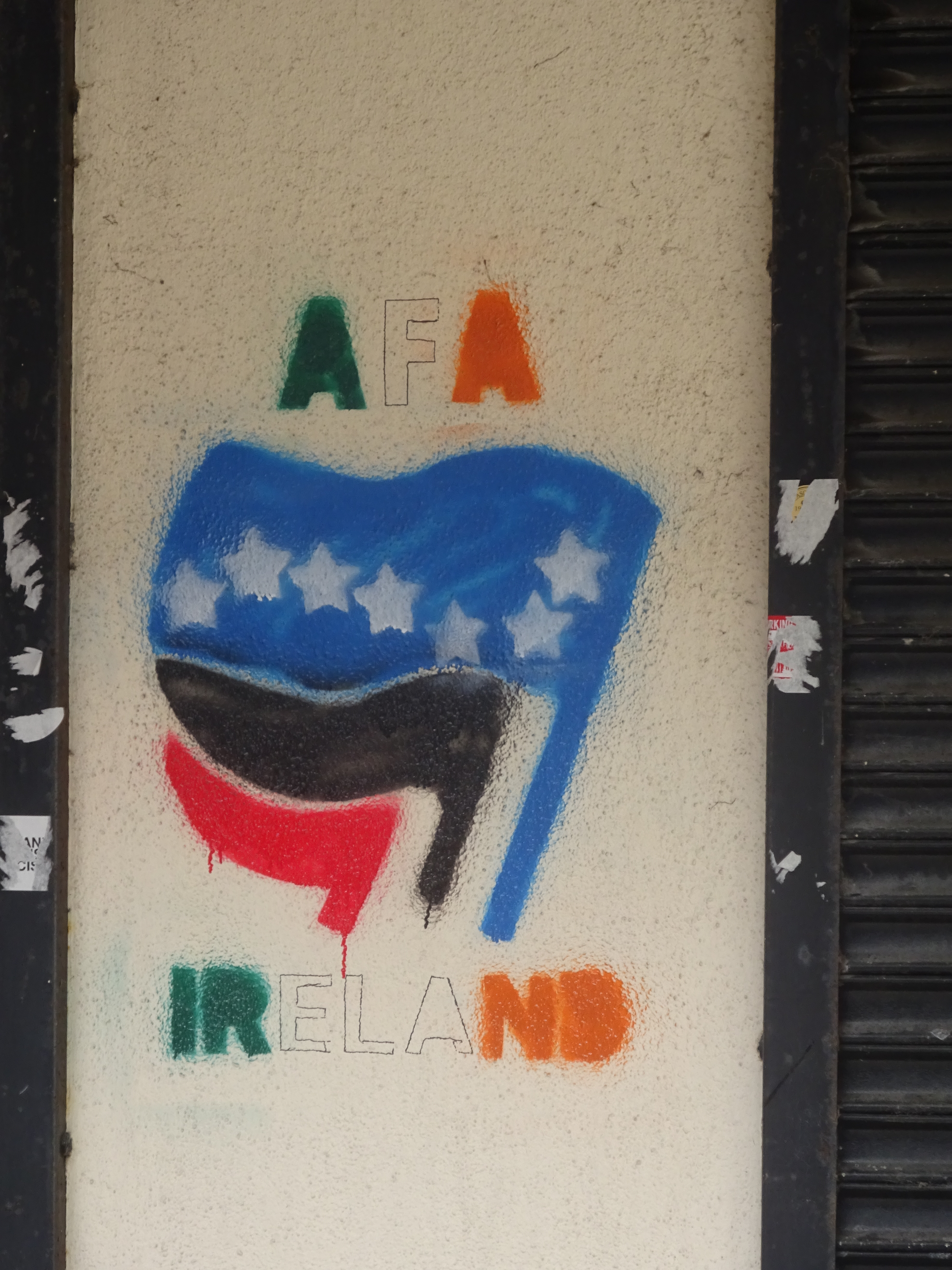
Starry Plough en un grafit antifeixista modern, Longford

L'Arada Estelada original va ser presentada el 5 d'abril de 1914 i onejada a l'Imperial Hotel de Dublín per l'Exèrcit Ciutadà Irlandès durant l'Aixecament de Pasqua de 1916. La bandera de 1916 està exposada al Museu Nacional, Collins Barracks, a Dublín.
A les representacions públiques de The Plough and the Stars, l'obra de Seán O'Casey que pren el nom de la bandera, es van produir disturbis quan va aparèixer l'Arada Estelada.
Durant la dècada de 1930 el disseny va canviar a una pancarta blava que va ser dissenyada per membres del Congrés Republicà.
Va ser adoptada com a emblema del moviment laborista irlandès, inclòs el Partit Laborista. Els laboristes van adoptar la rosa com el seu emblema oficial el 1991, però van continuar utilitzant l'arada estelada per a ocasions cerimonials i el 2021 el partit va tornar a utilitzar l'arada estelada com a símbol principal (aquesta vegada amb estrelles blanques sobre fons vermell).
També l'utilitzen els republicans irlandesos i s'ha portat al costat de les banderes tricolors irlandeses i provincials irlandeses i la bandera sunburst, així com la bandera vermella a l'IRA Provisional, l'IRA Continuïtat, l'IRA Real, l'IRA Oficial i l'Irish National. Concentracions i funerals de l'Exèrcit d'Alliberamentt Nacional Irlandès (INLA).
La bandera, i les seves versions alternatives, també són utilitzades per partits polítics com Saoradh , Éirígí, el Moviment Juvenil Connolly, el Sinn Féin republicà, la Joventut Laborista, les joventuts del Sinn Féin, el Partit Comunista d'Irlanda, el i els partidaris del Celtic FC. En el passat va ser utilitzat per l' Organització Socialista Independent de Sligo i Leitrim abans de fusionar-se amb el Partit Laborista Irlandès.
El Partit Socialista Republicà Irlandès, el Sinn Féin, el Partit dels Treballadors (antic Sinn Féin oficial) i molts altres partits republicans socialistes encara utilitzen ocasionalment la bandera més antiga verda amb l'arada.
És semblant a la bandera de l'estat nord-americà d'Alaska, però és anterior a aquesta.
A Irlanda del Nord, els lleialistes pro-britànics han cremat la bandera en ocasions, al costat d'altres símbols republicans i d'Irlanda.